# Thereva strigata
Thereva strigata är en tvåvingeart som först beskrevs av Fabricius 1794.  Thereva strigata ingår i släktet Thereva och familjen stilettflugor. Enligt den finländska rödlistan är arten nära hotad i Finland. Arten är reproducerande i Sverige. Artens livsmiljö är torra gräsmarker. Inga underarter finns listade i Catalogue of Life.